# Loka pri Žusmu
Loka pri Žusmu is een plaats in Slovenië en maakt deel uit van de gemeente Šentjur in de NUTS-3-regio Savinjska. De plaats telde 374 inwoners op 1 januari 2020.